# Lista di asteroidi (465001-466000)
Di seguito una lista di asteroidi dal numero 465001 al 466000 con data di scoperta e scopritore.

## 465001-465100
| Nome        | Designazione provvisoria | Data di scoperta  | Scopritore            |
| ----------- | ------------------------ | ----------------- | --------------------- |
| 465001 -    | 2006 DV104               | 25 febbraio 2006  | Spacewatch            |
| 465002 -    | 2006 DL125               | 30 gennaio 2006   | Spacewatch            |
| 465003 -    | 2006 DO131               | 25 febbraio 2006  | Spacewatch            |
| 465004 -    | 2006 EE49                | 4 marzo 2006      | Spacewatch            |
| 465005 -    | 2006 FG31                | 25 febbraio 2006  | Spacewatch            |
| 465006 -    | 2006 FT41                | 26 marzo 2006     | Mt. Lemmon Survey     |
| 465007 -    | 2006 FZ41                | 26 marzo 2006     | Mt. Lemmon Survey     |
| 465008 -    | 2006 GV14                | 2 aprile 2006     | Spacewatch            |
| 465009 -    | 2006 GN33                | 7 aprile 2006     | Spacewatch            |
| 465010 -    | 2006 GH37                | 8 aprile 2006     | Spacewatch            |
| 465011 -    | 2006 HQ14                | 19 aprile 2006    | Mt. Lemmon Survey     |
| 465012 -    | 2006 HA41                | 21 aprile 2006    | Spacewatch            |
| 465013 -    | 2006 HG64                | 24 aprile 2006    | Spacewatch            |
| 465014 -    | 2006 HJ77                | 25 aprile 2006    | Spacewatch            |
| 465015 -    | 2006 HH115               | 26 aprile 2006    | Spacewatch            |
| 465016 -    | 2006 HK154               | 30 aprile 2006    | Spacewatch            |
| 465017 -    | 2006 JY9                 | 1º maggio 2006    | Spacewatch            |
| 465018 -    | 2006 JJ13                | 21 aprile 2006    | Spacewatch            |
| 465019 -    | 2006 JP21                | 2 maggio 2006     | Spacewatch            |
| 465020 -    | 2006 JX32                | 21 aprile 2006    | Spacewatch            |
| 465021 -    | 2006 JS36                | 4 maggio 2006     | Spacewatch            |
| 465022 -    | 2006 JY38                | 6 maggio 2006     | Mt. Lemmon Survey     |
| 465023 -    | 2006 JK41                | 29 aprile 2006    | Spacewatch            |
| 465024 -    | 2006 KE32                | 20 maggio 2006    | Spacewatch            |
| 465025 -    | 2006 KK35                | 20 maggio 2006    | Spacewatch            |
| 465026 -    | 2006 KH45                | 24 aprile 2006    | Spacewatch            |
| 465027 -    | 2006 KJ51                | 26 aprile 2006    | Mt. Lemmon Survey     |
| 465028 -    | 2006 KW51                | 30 aprile 2006    | Spacewatch            |
| 465029 -    | 2006 KJ59                | 22 maggio 2006    | Spacewatch            |
| 465030 -    | 2006 KH62                | 22 maggio 2006    | Spacewatch            |
| 465031 -    | 2006 KL70                | 7 maggio 2006     | Mt. Lemmon Survey     |
| 465032 -    | 2006 KT87                | 1º maggio 2006    | Spacewatch            |
| 465033 -    | 2006 MC12                | 21 giugno 2006    | NEAT                  |
| 465034 -    | 2006 PK3                 | 30 maggio 2006    | Mt. Lemmon Survey     |
| 465035 -    | 2006 PO25                | 26 maggio 2006    | Mt. Lemmon Survey     |
| 465036 Tatm | 2006 QK13                | 16 agosto 2006    | Lin, C.-S., Ye, Q.-z. |
| 465037 -    | 2006 QH23                | 20 agosto 2006    | NEAT                  |
| 465038 -    | 2006 QP26                | 19 agosto 2006    | NEAT                  |
| 465039 -    | 2006 QT61                | 22 agosto 2006    | NEAT                  |
| 465040 -    | 2006 QN62                | 23 agosto 2006    | LINEAR                |
| 465041 -    | 2006 QA64                | 25 agosto 2006    | LINEAR                |
| 465042 -    | 2006 QG74                | 21 agosto 2006    | Spacewatch            |
| 465043 -    | 2006 QE81                | 24 agosto 2006    | NEAT                  |
| 465044 -    | 2006 QA106               | 28 agosto 2006    | CSS                   |
| 465045 -    | 2006 QO114               | 27 agosto 2006    | LONEOS                |
| 465046 -    | 2006 QW148               | 18 agosto 2006    | Spacewatch            |
| 465047 -    | 2006 RW33                | 27 agosto 2006    | LONEOS                |
| 465048 -    | 2006 RY41                | 14 settembre 2006 | Spacewatch            |
| 465049 -    | 2006 RG61                | 30 agosto 2006    | LONEOS                |
| 465050 -    | 2006 RM74                | 15 settembre 2006 | Spacewatch            |
| 465051 -    | 2006 RW80                | 15 settembre 2006 | Spacewatch            |
| 465052 -    | 2006 RE81                | 15 settembre 2006 | Spacewatch            |
| 465053 -    | 2006 RC84                | 15 settembre 2006 | Spacewatch            |
| 465054 -    | 2006 SY3                 | 16 settembre 2006 | CSS                   |
| 465055 -    | 2006 SE11                | 16 settembre 2006 | Spacewatch            |
| 465056 -    | 2006 SD12                | 29 agosto 2006    | LONEOS                |
| 465057 -    | 2006 SU31                | 17 settembre 2006 | Spacewatch            |
| 465058 -    | 2006 SZ35                | 17 settembre 2006 | LONEOS                |
| 465059 -    | 2006 SF41                | 18 settembre 2006 | CSS                   |
| 465060 -    | 2006 SK41                | 21 luglio 2006    | Mt. Lemmon Survey     |
| 465061 -    | 2006 SB61                | 18 settembre 2006 | CSS                   |
| 465062 -    | 2006 SJ76                | 19 settembre 2006 | Spacewatch            |
| 465063 -    | 2006 SM89                | 21 luglio 2006    | Mt. Lemmon Survey     |
| 465064 -    | 2006 SY95                | 18 settembre 2006 | Spacewatch            |
| 465065 -    | 2006 SF107               | 19 settembre 2006 | Spacewatch            |
| 465066 -    | 2006 SC112               | 22 settembre 2006 | CSS                   |
| 465067 -    | 2006 SU121               | 19 settembre 2006 | CSS                   |
| 465068 -    | 2006 SR202               | 17 settembre 2006 | Spacewatch            |
| 465069 -    | 2006 SE213               | 19 settembre 2006 | CSS                   |
| 465070 -    | 2006 SV229               | 18 settembre 2006 | Spacewatch            |
| 465071 -    | 2006 SJ246               | 16 settembre 2006 | Spacewatch            |
| 465072 -    | 2006 SR301               | 26 settembre 2006 | CSS                   |
| 465073 -    | 2006 ST346               | 28 settembre 2006 | Spacewatch            |
| 465074 -    | 2006 SP356               | 30 settembre 2006 | CSS                   |
| 465075 -    | 2006 SA357               | 30 settembre 2006 | CSS                   |
| 465076 -    | 2006 SG365               | 30 settembre 2006 | CSS                   |
| 465077 -    | 2006 SU367               | 27 settembre 2006 | CSS                   |
| 465078 -    | 2006 SX410               | 19 dicembre 2003  | Spacewatch            |
| 465079 -    | 2006 TX52                | 12 ottobre 2006   | Spacewatch            |
| 465080 -    | 2006 TT79                | 13 ottobre 2006   | Spacewatch            |
| 465081 -    | 2006 TY103               | 15 ottobre 2006   | Spacewatch            |
| 465082 -    | 2006 TE105               | 15 ottobre 2006   | Spacewatch            |
| 465083 -    | 2006 TH127               | 4 ottobre 2006    | Mt. Lemmon Survey     |
| 465084 -    | 2006 TW127               | 12 ottobre 2006   | Spacewatch            |
| 465085 -    | 2006 UD10                | 30 settembre 2006 | Mt. Lemmon Survey     |
| 465086 -    | 2006 UH17                | 16 ottobre 2006   | Spacewatch            |
| 465087 -    | 2006 UU39                | 28 settembre 2006 | Mt. Lemmon Survey     |
| 465088 -    | 2006 UC57                | 18 ottobre 2006   | Spacewatch            |
| 465089 -    | 2006 UF59                | 19 ottobre 2006   | Spacewatch            |
| 465090 -    | 2006 UZ71                | 17 ottobre 2006   | Spacewatch            |
| 465091 -    | 2006 UV81                | 17 ottobre 2006   | Mt. Lemmon Survey     |
| 465092 -    | 2006 UG89                | 17 ottobre 2006   | Spacewatch            |
| 465093 -    | 2006 UQ103               | 30 settembre 2006 | Mt. Lemmon Survey     |
| 465094 -    | 2006 UM118               | 19 ottobre 2006   | Spacewatch            |
| 465095 -    | 2006 UB140               | 19 ottobre 2006   | Spacewatch            |
| 465096 -    | 2006 UT186               | 22 settembre 2006 | LONEOS                |
| 465097 -    | 2006 UE191               | 28 agosto 2006    | CSS                   |
| 465098 -    | 2006 UQ217               | 31 ottobre 2006   | CSS                   |
| 465099 -    | 2006 UY236               | 23 ottobre 2006   | Spacewatch            |
| 465100 -    | 2006 UQ245               | 27 ottobre 2006   | Mt. Lemmon Survey     |

## 465101-465200
| Nome     | Designazione provvisoria | Data di scoperta  | Scopritore        |
| -------- | ------------------------ | ----------------- | ----------------- |
| 465101 - | 2006 UE252               | 27 ottobre 2006   | Mt. Lemmon Survey |
| 465102 - | 2006 UO273               | 27 ottobre 2006   | Spacewatch        |
| 465103 - | 2006 UJ276               | 19 settembre 2006 | Spacewatch        |
| 465104 - | 2006 UM288               | 29 ottobre 2006   | Mt. Lemmon Survey |
| 465105 - | 2006 UD290               | 31 ottobre 2006   | Spacewatch        |
| 465106 - | 2006 VF17                | 21 ottobre 2006   | Spacewatch        |
| 465107 - | 2006 VQ18                | 9 novembre 2006   | Spacewatch        |
| 465108 - | 2006 VR26                | 30 settembre 2006 | Mt. Lemmon Survey |
| 465109 - | 2006 VA31                | 10 novembre 2006  | Spacewatch        |
| 465110 - | 2006 VB34                | 11 novembre 2006  | CSS               |
| 465111 - | 2006 VF61                | 28 ottobre 2006   | Mt. Lemmon Survey |
| 465112 - | 2006 VE65                | 11 novembre 2006  | Spacewatch        |
| 465113 - | 2006 VS70                | 11 novembre 2006  | Spacewatch        |
| 465114 - | 2006 VA108               | 28 settembre 2006 | Mt. Lemmon Survey |
| 465115 - | 2006 WA83                | 31 ottobre 2002   | LINEAR            |
| 465116 - | 2006 WB100               | 19 novembre 2006  | CSS               |
| 465117 - | 2006 WU104               | 19 novembre 2006  | Spacewatch        |
| 465118 - | 2006 WU107               | 4 ottobre 2006    | Mt. Lemmon Survey |
| 465119 - | 2006 WV110               | 19 novembre 2006  | Spacewatch        |
| 465120 - | 2006 WW117               | 20 novembre 2006  | Mt. Lemmon Survey |
| 465121 - | 2006 WP134               | 18 novembre 2006  | Mt. Lemmon Survey |
| 465122 - | 2006 WL157               | 22 novembre 2006  | CSS               |
| 465123 - | 2006 WL170               | 23 novembre 2006  | Spacewatch        |
| 465124 - | 2006 WW175               | 23 novembre 2006  | Spacewatch        |
| 465125 - | 2006 WY190               | 25 novembre 2006  | Spacewatch        |
| 465126 - | 2006 WF204               | 23 novembre 2006  | Mt. Lemmon Survey |
| 465127 - | 2006 XB56                | 28 novembre 2006  | Mt. Lemmon Survey |
| 465128 - | 2006 XY61                | 15 dicembre 2006  | Spacewatch        |
| 465129 - | 2006 XG66                | 1º dicembre 2006  | Mt. Lemmon Survey |
| 465130 - | 2006 XG67                | 28 settembre 2006 | Mt. Lemmon Survey |
| 465131 - | 2006 YO9                 | 21 dicembre 2006  | Spacewatch        |
| 465132 - | 2006 YG15                | 13 novembre 2006  | Spacewatch        |
| 465133 - | 2006 YH17                | 29 ottobre 2006   | Mt. Lemmon Survey |
| 465134 - | 2006 YQ17                | 1º novembre 2006  | Spacewatch        |
| 465135 - | 2006 YV26                | 27 novembre 2006  | Mt. Lemmon Survey |
| 465136 - | 2006 YF48                | 24 dicembre 2006  | Spacewatch        |
| 465137 - | 2007 AK23                | 21 dicembre 2006  | Mt. Lemmon Survey |
| 465138 - | 2007 AB28                | 27 dicembre 2006  | Mt. Lemmon Survey |
| 465139 - | 2007 BD2                 | 8 gennaio 2007    | Spacewatch        |
| 465140 - | 2007 BA3                 | 27 novembre 2006  | Mt. Lemmon Survey |
| 465141 - | 2007 BH37                | 24 gennaio 2007   | Mt. Lemmon Survey |
| 465142 - | 2007 BG45                | 25 gennaio 2007   | CSS               |
| 465143 - | 2007 BC59                | 27 novembre 2006  | Mt. Lemmon Survey |
| 465144 - | 2007 BK76                | 9 gennaio 2007    | Mt. Lemmon Survey |
| 465145 - | 2007 BE81                | 27 gennaio 2007   | Spacewatch        |
| 465146 - | 2007 CZ2                 | 27 gennaio 2007   | Spacewatch        |
| 465147 - | 2007 CG8                 | 28 novembre 2006  | Mt. Lemmon Survey |
| 465148 - | 2007 CJ29                | 6 febbraio 2007   | Mt. Lemmon Survey |
| 465149 - | 2007 CG31                | 10 gennaio 2007   | Mt. Lemmon Survey |
| 465150 - | 2007 CW32                | 27 gennaio 2007   | Mt. Lemmon Survey |
| 465151 - | 2007 CL37                | 6 febbraio 2007   | Mt. Lemmon Survey |
| 465152 - | 2007 CD48                | 10 febbraio 2007  | Mt. Lemmon Survey |
| 465153 - | 2007 CT56                | 27 gennaio 2007   | CSS               |
| 465154 - | 2007 CR57                | 9 febbraio 2007   | CSS               |
| 465155 - | 2007 DC6                 | 17 febbraio 2007  | Spacewatch        |
| 465156 - | 2007 DU11                | 17 gennaio 2007   | Spacewatch        |
| 465157 - | 2007 DW12                | 24 novembre 2006  | Spacewatch        |
| 465158 - | 2007 DP32                | 17 febbraio 2007  | Spacewatch        |
| 465159 - | 2007 DO33                | 17 febbraio 2007  | Spacewatch        |
| 465160 - | 2007 DW41                | 10 febbraio 2007  | CSS               |
| 465161 - | 2007 DX41                | 16 febbraio 2007  | CSS               |
| 465162 - | 2007 DM55                | 21 febbraio 2007  | Spacewatch        |
| 465163 - | 2007 DY69                | 21 febbraio 2007  | Spacewatch        |
| 465164 - | 2007 DZ113               | 25 febbraio 2007  | LONEOS            |
| 465165 - | 2007 DV115               | 22 febbraio 2007  | Spacewatch        |
| 465166 - | 2007 EL                  | 9 marzo 2007      | Spacewatch        |
| 465167 - | 2007 EE14                | 1º dicembre 2006  | Mt. Lemmon Survey |
| 465168 - | 2007 EM16                | 9 marzo 2007      | CSS               |
| 465169 - | 2007 EE43                | 9 marzo 2007      | Spacewatch        |
| 465170 - | 2007 EW52                | 17 febbraio 2007  | Spacewatch        |
| 465171 - | 2007 EE53                | 7 settembre 2004  | Spacewatch        |
| 465172 - | 2007 EZ63                | 17 gennaio 2007   | Spacewatch        |
| 465173 - | 2007 EY76                | 10 marzo 2007     | Mt. Lemmon Survey |
| 465174 - | 2007 EE84                | 12 marzo 2007     | Mt. Lemmon Survey |
| 465175 - | 2007 ER100               | 21 febbraio 2007  | Mt. Lemmon Survey |
| 465176 - | 2007 ES100               | 23 febbraio 2007  | Mt. Lemmon Survey |
| 465177 - | 2007 EZ121               | 14 marzo 2007     | Mt. Lemmon Survey |
| 465178 - | 2007 EB127               | 28 gennaio 2007   | Mt. Lemmon Survey |
| 465179 - | 2007 EL127               | 21 febbraio 2007  | Spacewatch        |
| 465180 - | 2007 EZ141               | 12 marzo 2007     | Spacewatch        |
| 465181 - | 2007 EB190               | 23 febbraio 2007  | Mt. Lemmon Survey |
| 465182 - | 2007 EV193               | 14 marzo 2007     | Spacewatch        |
| 465183 - | 2007 ER219               | 10 marzo 2007     | Spacewatch        |
| 465184 - | 2007 FG22                | 20 marzo 2007     | Spacewatch        |
| 465185 - | 2007 FR26                | 24 settembre 1995 | Spacewatch        |
| 465186 - | 2007 FB46                | 26 marzo 2007     | Mt. Lemmon Survey |
| 465187 - | 2007 GS9                 | 17 marzo 2007     | Spacewatch        |
| 465188 - | 2007 GD43                | 26 marzo 2007     | Spacewatch        |
| 465189 - | 2007 GE67                | 15 aprile 2007    | Spacewatch        |
| 465190 - | 2007 GE71                | 26 marzo 2007     | Spacewatch        |
| 465191 - | 2007 HQ1                 | 16 aprile 2007    | LINEAR            |
| 465192 - | 2007 HF20                | 18 aprile 2007    | Spacewatch        |
| 465193 - | 2007 HP24                | 18 aprile 2007    | Spacewatch        |
| 465194 - | 2007 HS41                | 11 aprile 2007    | Spacewatch        |
| 465195 - | 2007 HC42                | 16 marzo 2007     | Spacewatch        |
| 465196 - | 2007 HB43                | 16 aprile 2007    | CSS               |
| 465197 - | 2007 HW50                | 20 aprile 2007    | Spacewatch        |
| 465198 - | 2007 HM57                | 22 aprile 2007    | Mt. Lemmon Survey |
| 465199 - | 2007 JJ8                 | 9 maggio 2007     | Mt. Lemmon Survey |
| 465200 - | 2007 JB28                | 10 maggio 2007    | Spacewatch        |

## 465201-465300
| Nome     | Designazione provvisoria | Data di scoperta  | Scopritore             |
| -------- | ------------------------ | ----------------- | ---------------------- |
| 465201 - | 2007 JA30                | 13 marzo 2007     | Mt. Lemmon Survey      |
| 465202 - | 2007 JB31                | 12 maggio 2007    | Spacewatch             |
| 465203 - | 2007 LC21                | 25 aprile 2007    | Spacewatch             |
| 465204 - | 2007 LJ24                | 14 giugno 2007    | Spacewatch             |
| 465205 - | 2007 MY21                | 22 giugno 2007    | Spacewatch             |
| 465206 - | 2007 OR4                 | 21 luglio 2007    | LUSS                   |
| 465207 - | 2007 PC21                | 9 agosto 2007     | LINEAR                 |
| 465208 - | 2007 PS28                | 15 agosto 2007    | Ferrando, R.           |
| 465209 - | 2007 PN30                | 11 agosto 2007    | LINEAR                 |
| 465210 - | 2007 QF10                | 23 agosto 2007    | Spacewatch             |
| 465211 - | 2007 RW5                 | 5 settembre 2007  | Chante-Perdrix         |
| 465212 - | 2007 RG6                 | 5 settembre 2007  | Chante-Perdrix         |
| 465213 - | 2007 RS15                | 11 settembre 2007 | PMO NEO Survey Program |
| 465214 - | 2007 RU29                | 4 settembre 2007  | CSS                    |
| 465215 - | 2007 RB31                | 5 settembre 2007  | CSS                    |
| 465216 - | 2007 RR54                | 9 settembre 2007  | Spacewatch             |
| 465217 - | 2007 RL68                | 10 settembre 2007 | Spacewatch             |
| 465218 - | 2007 RA86                | 23 agosto 2007    | Spacewatch             |
| 465219 - | 2007 RX92                | 10 settembre 2007 | Mt. Lemmon Survey      |
| 465220 - | 2007 RZ107               | 11 settembre 2007 | Spacewatch             |
| 465221 - | 2007 RL115               | 11 settembre 2007 | Spacewatch             |
| 465222 - | 2007 RB118               | 11 settembre 2007 | Spacewatch             |
| 465223 - | 2007 RF129               | 12 settembre 2007 | Mt. Lemmon Survey      |
| 465224 - | 2007 RT131               | 12 settembre 2007 | Mt. Lemmon Survey      |
| 465225 - | 2007 RC139               | 15 settembre 2007 | Bickel, W.             |
| 465226 - | 2007 RH139               | 3 settembre 2007  | CSS                    |
| 465227 - | 2007 RZ165               | 10 settembre 2007 | Spacewatch             |
| 465228 - | 2007 RO179               | 10 settembre 2007 | Mt. Lemmon Survey      |
| 465229 - | 2007 RN181               | 11 settembre 2007 | Mt. Lemmon Survey      |
| 465230 - | 2007 RQ191               | 11 settembre 2007 | Spacewatch             |
| 465231 - | 2007 RQ209               | 10 settembre 2007 | Spacewatch             |
| 465232 - | 2007 RR210               | 23 agosto 2007    | Spacewatch             |
| 465233 - | 2007 RG228               | 22 agosto 2007    | LINEAR                 |
| 465234 - | 2007 RY250               | 13 settembre 2007 | Spacewatch             |
| 465235 - | 2007 RG262               | 5 settembre 2007  | LONEOS                 |
| 465236 - | 2007 RC272               | 15 settembre 2007 | Spacewatch             |
| 465237 - | 2007 RJ273               | 9 settembre 2007  | Spacewatch             |
| 465238 - | 2007 RM287               | 9 settembre 2007  | Mt. Lemmon Survey      |
| 465239 - | 2007 RT290               | 11 settembre 2007 | Spacewatch             |
| 465240 - | 2007 RK291               | 9 settembre 2007  | Spacewatch             |
| 465241 - | 2007 RS291               | 12 settembre 2007 | Mt. Lemmon Survey      |
| 465242 - | 2007 RT291               | 12 settembre 2007 | Mt. Lemmon Survey      |
| 465243 - | 2007 RR293               | 13 settembre 2007 | Mt. Lemmon Survey      |
| 465244 - | 2007 RU293               | 13 settembre 2007 | Mt. Lemmon Survey      |
| 465245 - | 2007 RX293               | 13 settembre 2007 | Mt. Lemmon Survey      |
| 465246 - | 2007 RE298               | 8 marzo 2005      | Mt. Lemmon Survey      |
| 465247 - | 2007 RF301               | 12 settembre 2007 | Mt. Lemmon Survey      |
| 465248 - | 2007 RW302               | 12 settembre 2007 | Mt. Lemmon Survey      |
| 465249 - | 2007 RH312               | 12 settembre 2007 | CSS                    |
| 465250 - | 2007 RT315               | 12 settembre 2007 | Mt. Lemmon Survey      |
| 465251 - | 2007 RP316               | 9 settembre 2007  | Spacewatch             |
| 465252 - | 2007 RW319               | 13 settembre 2007 | CSS                    |
| 465253 - | 2007 RZ322               | 14 settembre 2007 | Mt. Lemmon Survey      |
| 465254 - | 2007 SM2                 | 14 settembre 2007 | LINEAR                 |
| 465255 - | 2007 SD6                 | 21 settembre 2007 | LINEAR                 |
| 465256 - | 2007 SJ6                 | 4 settembre 2007  | CSS                    |
| 465257 - | 2007 SQ14                | 8 settembre 2007  | Mt. Lemmon Survey      |
| 465258 - | 2007 SP19                | 24 settembre 2007 | Spacewatch             |
| 465259 - | 2007 SS22                | 19 settembre 2007 | Spacewatch             |
| 465260 - | 2007 TS11                | 14 settembre 2007 | Mt. Lemmon Survey      |
| 465261 - | 2007 TK26                | 4 ottobre 2007    | Mt. Lemmon Survey      |
| 465262 - | 2007 TK27                | 14 settembre 2007 | Mt. Lemmon Survey      |
| 465263 - | 2007 TS27                | 12 settembre 2007 | Mt. Lemmon Survey      |
| 465264 - | 2007 TN39                | 6 ottobre 2007    | Spacewatch             |
| 465265 - | 2007 TL59                | 18 luglio 2007    | Mt. Lemmon Survey      |
| 465266 - | 2007 TK60                | 23 agosto 2007    | Spacewatch             |
| 465267 - | 2007 TQ61                | 7 ottobre 2007    | Mt. Lemmon Survey      |
| 465268 - | 2007 TU72                | 8 ottobre 2007    | CSS                    |
| 465269 - | 2007 TA74                | 12 ottobre 2007   | LINEAR                 |
| 465270 - | 2007 TQ74                | 7 ottobre 2007    | CSS                    |
| 465271 - | 2007 TF107               | 13 settembre 2007 | Mt. Lemmon Survey      |
| 465272 - | 2007 TS112               | 8 ottobre 2007    | Mt. Lemmon Survey      |
| 465273 - | 2007 TR115               | 8 ottobre 2007    | Mt. Lemmon Survey      |
| 465274 - | 2007 TR127               | 6 ottobre 2007    | Spacewatch             |
| 465275 - | 2007 TR163               | 11 ottobre 2007   | LINEAR                 |
| 465276 - | 2007 TA165               | 12 settembre 2007 | Mt. Lemmon Survey      |
| 465277 - | 2007 TV172               | 13 ottobre 2007   | OAM                    |
| 465278 - | 2007 TV178               | 7 ottobre 2007    | Spacewatch             |
| 465279 - | 2007 TY180               | 8 ottobre 2007    | LONEOS                 |
| 465280 - | 2007 TA182               | 8 ottobre 2007    | CSS                    |
| 465281 - | 2007 TM190               | 12 settembre 2007 | Mt. Lemmon Survey      |
| 465282 - | 2007 TK205               | 8 ottobre 2007    | Mt. Lemmon Survey      |
| 465283 - | 2007 TZ211               | 7 ottobre 2007    | Spacewatch             |
| 465284 - | 2007 TA219               | 8 ottobre 2007    | Mt. Lemmon Survey      |
| 465285 - | 2007 TN244               | 8 ottobre 2007    | CSS                    |
| 465286 - | 2007 TO248               | 10 ottobre 2007   | Spacewatch             |
| 465287 - | 2007 TD260               | 10 ottobre 2007   | Mt. Lemmon Survey      |
| 465288 - | 2007 TM276               | 11 ottobre 2007   | Mt. Lemmon Survey      |
| 465289 - | 2007 TB295               | 10 ottobre 2007   | Mt. Lemmon Survey      |
| 465290 - | 2007 TK299               | 4 ottobre 2007    | Spacewatch             |
| 465291 - | 2007 TC314               | 11 ottobre 2007   | Mt. Lemmon Survey      |
| 465292 - | 2007 TD329               | 11 ottobre 2007   | Spacewatch             |
| 465293 - | 2007 TR330               | 11 ottobre 2007   | Spacewatch             |
| 465294 - | 2007 TY335               | 30 settembre 2007 | Spacewatch             |
| 465295 - | 2007 TH336               | 30 settembre 2007 | Spacewatch             |
| 465296 - | 2007 TE359               | 21 settembre 2007 | PMO NEO Survey Program |
| 465297 - | 2007 TN368               | 8 settembre 2007  | LONEOS                 |
| 465298 - | 2007 TF385               | 12 settembre 2007 | Mt. Lemmon Survey      |
| 465299 - | 2007 TW394               | 12 settembre 2007 | CSS                    |
| 465300 - | 2007 TE397               | 5 settembre 2007  | Mt. Lemmon Survey      |

## 465301-465400
| Nome     | Designazione provvisoria | Data di scoperta  | Scopritore           |
| -------- | ------------------------ | ----------------- | -------------------- |
| 465301 - | 2007 TX407               | 15 ottobre 2007   | Mt. Lemmon Survey    |
| 465302 - | 2007 TA424               | 12 settembre 2007 | Mt. Lemmon Survey    |
| 465303 - | 2007 TR425               | 8 ottobre 2007    | Mt. Lemmon Survey    |
| 465304 - | 2007 TK428               | 10 ottobre 2007   | Spacewatch           |
| 465305 - | 2007 TB432               | 4 ottobre 2007    | Spacewatch           |
| 465306 - | 2007 TK448               | 8 ottobre 2007    | Spacewatch           |
| 465307 - | 2007 UQ3                 | 19 ottobre 2007   | CSS                  |
| 465308 - | 2007 UX4                 | 12 ottobre 2007   | LINEAR               |
| 465309 - | 2007 UJ10                | 5 ottobre 2007    | Spacewatch           |
| 465310 - | 2007 UX12                | 16 ottobre 2007   | Spacewatch           |
| 465311 - | 2007 UD26                | 16 ottobre 2007   | Spacewatch           |
| 465312 - | 2007 UJ26                | 18 ottobre 2007   | Spacewatch           |
| 465313 - | 2007 UN43                | 18 ottobre 2007   | Spacewatch           |
| 465314 - | 2007 UQ59                | 30 ottobre 2007   | Mt. Lemmon Survey    |
| 465315 - | 2007 UJ71                | 15 settembre 2007 | Mt. Lemmon Survey    |
| 465316 - | 2007 UB73                | 7 ottobre 2007    | Mt. Lemmon Survey    |
| 465317 - | 2007 UY137               | 18 ottobre 2007   | Spacewatch           |
| 465318 - | 2007 UT139               | 24 ottobre 2007   | Mt. Lemmon Survey    |
| 465319 - | 2007 UW139               | 30 ottobre 2007   | CSS                  |
| 465320 - | 2007 UK140               | 16 ottobre 2007   | Mt. Lemmon Survey    |
| 465321 - | 2007 UO140               | 18 ottobre 2007   | Mt. Lemmon Survey    |
| 465322 - | 2007 VH5                 | 9 settembre 2007  | Mt. Lemmon Survey    |
| 465323 - | 2007 VX19                | 1º novembre 2007  | Spacewatch           |
| 465324 - | 2007 VN30                | 2 novembre 2007   | Spacewatch           |
| 465325 - | 2007 VY32                | 15 ottobre 2007   | Spacewatch           |
| 465326 - | 2007 VA44                | 16 ottobre 2007   | CSS                  |
| 465327 - | 2007 VP45                | 9 ottobre 2007    | Spacewatch           |
| 465328 - | 2007 VE51                | 1º novembre 2007  | Spacewatch           |
| 465329 - | 2007 VE58                | 1º novembre 2007  | Spacewatch           |
| 465330 - | 2007 VW65                | 13 settembre 2007 | Mt. Lemmon Survey    |
| 465331 - | 2007 VY75                | 10 ottobre 2007   | Mt. Lemmon Survey    |
| 465332 - | 2007 VW88                | 21 ottobre 2007   | CSS                  |
| 465333 - | 2007 VT103               | 3 novembre 2007   | Spacewatch           |
| 465334 - | 2007 VA123               | 5 novembre 2007   | Mt. Lemmon Survey    |
| 465335 - | 2007 VL128               | 4 ottobre 2007    | Spacewatch           |
| 465336 - | 2007 VG133               | 2 novembre 2007   | Mt. Lemmon Survey    |
| 465337 - | 2007 VW138               | 12 ottobre 2007   | Mt. Lemmon Survey    |
| 465338 - | 2007 VL141               | 4 novembre 2007   | Spacewatch           |
| 465339 - | 2007 VC167               | 5 novembre 2007   | Mt. Lemmon Survey    |
| 465340 - | 2007 VH174               | 20 settembre 2007 | CSS                  |
| 465341 - | 2007 VX174               | 12 ottobre 2007   | Spacewatch           |
| 465342 - | 2007 VF205               | 9 novembre 2007   | Mt. Lemmon Survey    |
| 465343 - | 2007 VM222               | 25 settembre 2007 | Mt. Lemmon Survey    |
| 465344 - | 2007 VM239               | 13 novembre 2007  | Spacewatch           |
| 465345 - | 2007 VL283               | 14 novembre 2007  | Spacewatch           |
| 465346 - | 2007 VB296               | 20 ottobre 2007   | Mt. Lemmon Survey    |
| 465347 - | 2007 VE314               | 2 novembre 2007   | Spacewatch           |
| 465348 - | 2007 WC6                 | 2 novembre 2007   | Spacewatch           |
| 465349 - | 2007 WB13                | 8 novembre 2007   | LINEAR               |
| 465350 - | 2007 WH28                | 7 novembre 2007   | Spacewatch           |
| 465351 - | 2007 XJ1                 | 3 dicembre 2007   | Healy, D.            |
| 465352 - | 2007 XC53                | 5 dicembre 2007   | Mt. Lemmon Survey    |
| 465353 - | 2007 YX65                | 30 dicembre 2007  | Spacewatch           |
| 465354 - | 2008 AV9                 | 3 giugno 2005     | Siding Spring Survey |
| 465355 - | 2008 AL17                | 10 gennaio 2008   | Spacewatch           |
| 465356 - | 2008 AB36                | 31 dicembre 2007  | Spacewatch           |
| 465357 - | 2008 AP37                | 30 dicembre 2007  | Mt. Lemmon Survey    |
| 465358 - | 2008 AA64                | 11 gennaio 2008   | Spacewatch           |
| 465359 - | 2008 AP67                | 30 dicembre 2007  | Mt. Lemmon Survey    |
| 465360 - | 2008 AE82                | 20 novembre 2007  | Mt. Lemmon Survey    |
| 465361 - | 2008 AZ94                | 30 dicembre 2007  | Spacewatch           |
| 465362 - | 2008 AN105               | 31 dicembre 2007  | Spacewatch           |
| 465363 - | 2008 AL136               | 12 gennaio 2008   | Mt. Lemmon Survey    |
| 465364 - | 2008 BQ9                 | 16 gennaio 2008   | Spacewatch           |
| 465365 - | 2008 BD24                | 31 gennaio 2008   | OAM                  |
| 465366 - | 2008 CJ14                | 3 febbraio 2008   | Spacewatch           |
| 465367 - | 2008 CW20                | 7 febbraio 2008   | LINEAR               |
| 465368 - | 2008 CG32                | 2 febbraio 2008   | Spacewatch           |
| 465369 - | 2008 CO32                | 2 febbraio 2008   | Spacewatch           |
| 465370 - | 2008 CZ60                | 7 febbraio 2008   | Mt. Lemmon Survey    |
| 465371 - | 2008 CQ125               | 8 febbraio 2008   | Spacewatch           |
| 465372 - | 2008 CX162               | 10 febbraio 2008  | Spacewatch           |
| 465373 - | 2008 DJ17                | 10 febbraio 2008  | Spacewatch           |
| 465374 - | 2008 DC20                | 12 febbraio 2008  | Spacewatch           |
| 465375 - | 2008 DA43                | 20 maggio 2005    | Mt. Lemmon Survey    |
| 465376 - | 2008 DS63                | 12 febbraio 2004  | Spacewatch           |
| 465377 - | 2008 DF86                | 28 febbraio 2008  | Mt. Lemmon Survey    |
| 465378 - | 2008 EU37                | 30 gennaio 2008   | Mt. Lemmon Survey    |
| 465379 - | 2008 EN127               | 10 marzo 2008     | Mt. Lemmon Survey    |
| 465380 - | 2008 EH146               | 28 febbraio 2008  | Spacewatch           |
| 465381 - | 2008 EW153               | 13 marzo 2008     | Spacewatch           |
| 465382 - | 2008 ED163               | 9 marzo 2008      | Spacewatch           |
| 465383 - | 2008 EE168               | 10 marzo 2008     | CSS                  |
| 465384 - | 2008 FB15                | 26 marzo 2008     | Spacewatch           |
| 465385 - | 2008 FR23                | 27 marzo 2008     | Spacewatch           |
| 465386 - | 2008 FA30                | 28 marzo 2008     | Spacewatch           |
| 465387 - | 2008 FD31                | 24 febbraio 2008  | Spacewatch           |
| 465388 - | 2008 FC40                | 5 marzo 2008      | Mt. Lemmon Survey    |
| 465389 - | 2008 FH53                | 28 marzo 2008     | Mt. Lemmon Survey    |
| 465390 - | 2008 FZ98                | 30 marzo 2008     | Spacewatch           |
| 465391 - | 2008 FL136               | 28 marzo 2008     | Spacewatch           |
| 465392 - | 2008 GS10                | 1º aprile 2008    | Spacewatch           |
| 465393 - | 2008 GV25                | 1º aprile 2008    | Mt. Lemmon Survey    |
| 465394 - | 2008 GR26                | 12 marzo 2008     | CSS                  |
| 465395 - | 2008 GX40                | 4 aprile 2008     | Spacewatch           |
| 465396 - | 2008 GA46                | 4 aprile 2008     | Spacewatch           |
| 465397 - | 2008 GH64                | 5 aprile 2008     | Spacewatch           |
| 465398 - | 2008 GF72                | 7 aprile 2008     | Mt. Lemmon Survey    |
| 465399 - | 2008 GD75                | 30 marzo 2008     | Spacewatch           |
| 465400 - | 2008 GM108               | 2 marzo 2008      | Mt. Lemmon Survey    |

## 465401-465500
| Nome     | Designazione provvisoria | Data di scoperta  | Scopritore           |
| -------- | ------------------------ | ----------------- | -------------------- |
| 465401 - | 2008 GS110               | 3 aprile 2008     | CSS                  |
| 465402 - | 2008 HW1                 | 30 marzo 2008     | CSS                  |
| 465403 - | 2008 HK19                | 9 aprile 2008     | Spacewatch           |
| 465404 - | 2008 HQ46                | 28 aprile 2008    | Spacewatch           |
| 465405 - | 2008 HZ46                | 24 aprile 2008    | Spacewatch           |
| 465406 - | 2008 HR67                | 30 aprile 2008    | Mt. Lemmon Survey    |
| 465407 - | 2008 JG5                 | 18 febbraio 2008  | Mt. Lemmon Survey    |
| 465408 - | 2008 JM10                | 3 maggio 2008     | Mt. Lemmon Survey    |
| 465409 - | 2008 JM11                | 29 aprile 2008    | Spacewatch           |
| 465410 - | 2008 JN40                | 13 maggio 2008    | Mt. Lemmon Survey    |
| 465411 - | 2008 KP1                 | 14 maggio 2008    | Mt. Lemmon Survey    |
| 465412 - | 2008 KC3                 | 14 maggio 2008    | Mt. Lemmon Survey    |
| 465413 - | 2008 KK3                 | 27 maggio 2008    | Spacewatch           |
| 465414 - | 2008 KM15                | 14 maggio 2008    | Spacewatch           |
| 465415 - | 2008 KK18                | 16 aprile 2008    | Mt. Lemmon Survey    |
| 465416 - | 2008 KC36                | 28 maggio 2008    | Mt. Lemmon Survey    |
| 465417 - | 2008 KR41                | 2 maggio 2008     | Spacewatch           |
| 465418 - | 2008 MZ1                 | 24 giugno 2008    | Spacewatch           |
| 465419 - | 2008 OW3                 | 25 luglio 2008    | Siding Spring Survey |
| 465420 - | 2008 OQ20                | 29 luglio 2008    | Spacewatch           |
| 465421 - | 2008 PF                  | 1º agosto 2008    | Crni Vrh             |
| 465422 - | 2008 PL2                 | 2 agosto 2008     | OAM                  |
| 465423 - | 2008 PA4                 | 30 luglio 2008    | Spacewatch           |
| 465424 - | 2008 PW6                 | 28 luglio 2008    | Mt. Lemmon Survey    |
| 465425 - | 2008 PK15                | 29 luglio 2008    | Mt. Lemmon Survey    |
| 465426 - | 2008 PM21                | 6 agosto 2008     | Siding Spring Survey |
| 465427 - | 2008 QT21                | 26 agosto 2008    | LINEAR               |
| 465428 - | 2008 QY43                | 23 agosto 2008    | Siding Spring Survey |
| 465429 - | 2008 QX44                | 24 agosto 2008    | LINEAR               |
| 465430 - | 2008 RR5                 | 9 marzo 2005      | Mt. Lemmon Survey    |
| 465431 - | 2008 RF35                | 2 settembre 2008  | Spacewatch           |
| 465432 - | 2008 RX38                | 2 settembre 2008  | Spacewatch           |
| 465433 - | 2008 RE62                | 4 settembre 2008  | Spacewatch           |
| 465434 - | 2008 RQ63                | 4 settembre 2008  | Spacewatch           |
| 465435 - | 2008 RL69                | 4 settembre 2008  | Spacewatch           |
| 465436 - | 2008 RL88                | 5 settembre 2008  | Spacewatch           |
| 465437 - | 2008 RT100               | 4 settembre 2008  | Spacewatch           |
| 465438 - | 2008 RZ105               | 6 settembre 2008  | Mt. Lemmon Survey    |
| 465439 - | 2008 RG107               | 7 settembre 2008  | Mt. Lemmon Survey    |
| 465440 - | 2008 RW112               | 5 settembre 2008  | Spacewatch           |
| 465441 - | 2008 RK116               | 7 settembre 2008  | Mt. Lemmon Survey    |
| 465442 - | 2008 RH123               | 6 settembre 2008  | Spacewatch           |
| 465443 - | 2008 RS134               | 6 settembre 2008  | OAM                  |
| 465444 - | 2008 RU134               | 8 settembre 2008  | Siding Spring Survey |
| 465445 - | 2008 RS138               | 6 settembre 2008  | Mt. Lemmon Survey    |
| 465446 - | 2008 SE20                | 9 settembre 2008  | Mt. Lemmon Survey    |
| 465447 - | 2008 SE22                | 29 luglio 2008    | Spacewatch           |
| 465448 - | 2008 SV23                | 6 settembre 2008  | Mt. Lemmon Survey    |
| 465449 - | 2008 SZ26                | 19 settembre 2008 | Spacewatch           |
| 465450 - | 2008 SE30                | 19 settembre 2008 | Spacewatch           |
| 465451 - | 2008 SZ41                | 2 settembre 2008  | Spacewatch           |
| 465452 - | 2008 SY44                | 6 settembre 2008  | Mt. Lemmon Survey    |
| 465453 - | 2008 SG72                | 6 settembre 2008  | Mt. Lemmon Survey    |
| 465454 - | 2008 SB83                | 16 maggio 2008    | Spacewatch           |
| 465455 - | 2008 SU97                | 21 settembre 2008 | Spacewatch           |
| 465456 - | 2008 SB99                | 21 settembre 2008 | Spacewatch           |
| 465457 - | 2008 SE99                | 21 settembre 2008 | Spacewatch           |
| 465458 - | 2008 SD101               | 21 settembre 2008 | Spacewatch           |
| 465459 - | 2008 SF104               | 21 settembre 2008 | Spacewatch           |
| 465460 - | 2008 SH119               | 22 settembre 2008 | Mt. Lemmon Survey    |
| 465461 - | 2008 SO123               | 22 settembre 2008 | Mt. Lemmon Survey    |
| 465462 - | 2008 SK125               | 22 settembre 2008 | Mt. Lemmon Survey    |
| 465463 - | 2008 SB128               | 22 settembre 2008 | Spacewatch           |
| 465464 - | 2008 SV129               | 22 settembre 2008 | Spacewatch           |
| 465465 - | 2008 SH131               | 22 settembre 2008 | Spacewatch           |
| 465466 - | 2008 SD142               | 24 settembre 2008 | Mt. Lemmon Survey    |
| 465467 - | 2008 SG146               | 23 settembre 2008 | Spacewatch           |
| 465468 - | 2008 SD196               | 25 settembre 2008 | Spacewatch           |
| 465469 - | 2008 SL201               | 26 settembre 2008 | Spacewatch           |
| 465470 - | 2008 SM256               | 20 settembre 2008 | Mt. Lemmon Survey    |
| 465471 - | 2008 SE265               | 26 settembre 2008 | Spacewatch           |
| 465472 - | 2008 SV265               | 29 settembre 2008 | Spacewatch           |
| 465473 - | 2008 SP267               | 23 settembre 2008 | Spacewatch           |
| 465474 - | 2008 SO270               | 24 settembre 2008 | Spacewatch           |
| 465475 - | 2008 SF274               | 19 settembre 2008 | Spacewatch           |
| 465476 - | 2008 SB279               | 29 settembre 2008 | Spacewatch           |
| 465477 - | 2008 SK281               | 28 settembre 2008 | Mt. Lemmon Survey    |
| 465478 - | 2008 SP299               | 22 settembre 2008 | Spacewatch           |
| 465479 - | 2008 TV6                 | 24 settembre 2008 | Spacewatch           |
| 465480 - | 2008 TG32                | 1º ottobre 2008   | Spacewatch           |
| 465481 - | 2008 TJ33                | 1º ottobre 2008   | Spacewatch           |
| 465482 - | 2008 TF62                | 22 settembre 2008 | Mt. Lemmon Survey    |
| 465483 - | 2008 TL62                | 22 settembre 2008 | Mt. Lemmon Survey    |
| 465484 - | 2008 TK64                | 2 ottobre 2008    | Spacewatch           |
| 465485 - | 2008 TW69                | 23 settembre 2008 | Spacewatch           |
| 465486 - | 2008 TX74                | 2 ottobre 2008    | Spacewatch           |
| 465487 - | 2008 TM79                | 22 settembre 2008 | Mt. Lemmon Survey    |
| 465488 - | 2008 TU84                | 3 ottobre 2008    | Spacewatch           |
| 465489 - | 2008 TQ89                | 29 settembre 2008 | Spacewatch           |
| 465490 - | 2008 TE97                | 6 ottobre 2008    | Spacewatch           |
| 465491 - | 2008 TP103               | 6 ottobre 2008    | Spacewatch           |
| 465492 - | 2008 TF112               | 23 settembre 2008 | Spacewatch           |
| 465493 - | 2008 TS114               | 27 settembre 2008 | Mt. Lemmon Survey    |
| 465494 - | 2008 TH142               | 3 settembre 2008  | Spacewatch           |
| 465495 - | 2008 TV162               | 1º ottobre 2008   | Spacewatch           |
| 465496 - | 2008 TX167               | 10 ottobre 2008   | Spacewatch           |
| 465497 - | 2008 TV176               | 6 ottobre 2008    | Mt. Lemmon Survey    |
| 465498 - | 2008 TT177               | 6 ottobre 2008    | CSS                  |
| 465499 - | 2008 TF189               | 9 aprile 2005     | Mt. Lemmon Survey    |
| 465500 - | 2008 UZ                  | 3 settembre 2008  | Spacewatch           |

## 465501-465600
| Nome            | Designazione provvisoria | Data di scoperta  | Scopritore        |
| --------------- | ------------------------ | ----------------- | ----------------- |
| 465501 -        | 2008 UR15                | 8 ottobre 2008    | Mt. Lemmon Survey |
| 465502 -        | 2008 UZ32                | 20 ottobre 2008   | Spacewatch        |
| 465503 -        | 2008 UX34                | 20 ottobre 2008   | Mt. Lemmon Survey |
| 465504 -        | 2008 UA41                | 23 settembre 2008 | Mt. Lemmon Survey |
| 465505 -        | 2008 UL47                | 20 ottobre 2008   | Spacewatch        |
| 465506 -        | 2008 US65                | 7 ottobre 2008    | Mt. Lemmon Survey |
| 465507 -        | 2008 UP73                | 21 ottobre 2008   | Spacewatch        |
| 465508 -        | 2008 UM74                | 21 ottobre 2008   | Spacewatch        |
| 465509 -        | 2008 UV82                | 22 ottobre 2008   | Spacewatch        |
| 465510 -        | 2008 UT89                | 24 ottobre 2008   | Mt. Lemmon Survey |
| 465511 -        | 2008 UZ112               | 22 ottobre 2008   | Spacewatch        |
| 465512 -        | 2008 UV127               | 22 ottobre 2008   | Spacewatch        |
| 465513 Chenchen | 2008 UO128               | 22 ottobre 2008   | LUSS              |
| 465514 -        | 2008 UU131               | 1º ottobre 2008   | Mt. Lemmon Survey |
| 465515 -        | 2008 UB136               | 9 settembre 2008  | Mt. Lemmon Survey |
| 465516 -        | 2008 UO137               | 23 ottobre 2008   | Spacewatch        |
| 465517 -        | 2008 UD139               | 23 ottobre 2008   | Spacewatch        |
| 465518 -        | 2008 UA146               | 23 ottobre 2008   | Spacewatch        |
| 465519 -        | 2008 UC151               | 23 ottobre 2008   | Spacewatch        |
| 465520 -        | 2008 UG154               | 23 ottobre 2008   | Spacewatch        |
| 465521 -        | 2008 UR166               | 24 settembre 2008 | Mt. Lemmon Survey |
| 465522 -        | 2008 UL177               | 24 ottobre 2008   | Mt. Lemmon Survey |
| 465523 -        | 2008 UZ179               | 24 ottobre 2008   | Spacewatch        |
| 465524 -        | 2008 UC183               | 24 ottobre 2008   | Mt. Lemmon Survey |
| 465525 -        | 2008 UL187               | 11 settembre 2007 | Spacewatch        |
| 465526 -        | 2008 UG192               | 27 settembre 2008 | Mt. Lemmon Survey |
| 465527 -        | 2008 UH196               | 27 ottobre 2008   | Mt. Lemmon Survey |
| 465528 -        | 2008 US205               | 23 ottobre 2008   | Cerro Burek       |
| 465529 -        | 2008 UR233               | 26 ottobre 2008   | Spacewatch        |
| 465530 -        | 2008 UU236               | 26 ottobre 2008   | Spacewatch        |
| 465531 -        | 2008 UW248               | 26 ottobre 2008   | Spacewatch        |
| 465532 -        | 2008 UL252               | 27 ottobre 2008   | Spacewatch        |
| 465533 -        | 2008 UJ262               | 27 ottobre 2008   | Spacewatch        |
| 465534 -        | 2008 UR265               | 23 settembre 2008 | Mt. Lemmon Survey |
| 465535 -        | 2008 UQ267               | 28 ottobre 2008   | Spacewatch        |
| 465536 -        | 2008 UU279               | 28 ottobre 2008   | Mt. Lemmon Survey |
| 465537 -        | 2008 UM285               | 29 settembre 2008 | Mt. Lemmon Survey |
| 465538 -        | 2008 UX285               | 29 settembre 2008 | Spacewatch        |
| 465539 -        | 2008 UM306               | 30 ottobre 2008   | Spacewatch        |
| 465540 -        | 2008 UC322               | 28 settembre 2008 | Mt. Lemmon Survey |
| 465541 -        | 2008 UP348               | 25 ottobre 2008   | Spacewatch        |
| 465542 -        | 2008 UF349               | 27 ottobre 2008   | Mt. Lemmon Survey |
| 465543 -        | 2008 UJ349               | 27 ottobre 2008   | Mt. Lemmon Survey |
| 465544 -        | 2008 UE353               | 28 ottobre 2008   | Spacewatch        |
| 465545 -        | 2008 UH369               | 27 ottobre 2008   | Spacewatch        |
| 465546 -        | 2008 VP7                 | 2 novembre 2008   | CSS               |
| 465547 -        | 2008 VN12                | 2 novembre 2008   | Mt. Lemmon Survey |
| 465548 -        | 2008 VG40                | 22 ottobre 2008   | Spacewatch        |
| 465549 -        | 2008 VD41                | 3 novembre 2008   | Spacewatch        |
| 465550 -        | 2008 VF45                | 3 novembre 2008   | Mt. Lemmon Survey |
| 465551 -        | 2008 VR48                | 30 ottobre 2008   | Spacewatch        |
| 465552 -        | 2008 VE63                | 22 settembre 2008 | Mt. Lemmon Survey |
| 465553 -        | 2008 VC66                | 1º novembre 2008  | Mt. Lemmon Survey |
| 465554 -        | 2008 WR11                | 23 ottobre 2008   | Spacewatch        |
| 465555 -        | 2008 WQ18                | 28 ottobre 2008   | Mt. Lemmon Survey |
| 465556 -        | 2008 WP31                | 19 novembre 2008  | Mt. Lemmon Survey |
| 465557 -        | 2008 WW35                | 23 ottobre 2008   | Spacewatch        |
| 465558 -        | 2008 WX36                | 20 ottobre 2008   | Mt. Lemmon Survey |
| 465559 -        | 2008 WT46                | 17 novembre 2008  | Spacewatch        |
| 465560 -        | 2008 WD68                | 18 novembre 2008  | Spacewatch        |
| 465561 -        | 2008 WR80                | 20 novembre 2008  | Spacewatch        |
| 465562 -        | 2008 WV82                | 20 novembre 2008  | Spacewatch        |
| 465563 -        | 2008 WS87                | 1º novembre 2008  | Mt. Lemmon Survey |
| 465564 -        | 2008 WC92                | 25 giugno 2007    | Spacewatch        |
| 465565 -        | 2008 WE103               | 7 ottobre 2008    | Mt. Lemmon Survey |
| 465566 -        | 2008 WX103               | 21 ottobre 2008   | Spacewatch        |
| 465567 -        | 2008 WD109               | 5 settembre 2008  | Spacewatch        |
| 465568 -        | 2008 WY109               | 28 ottobre 2008   | Spacewatch        |
| 465569 -        | 2008 WH113               | 18 novembre 2008  | Spacewatch        |
| 465570 -        | 2008 WA114               | 3 settembre 2008  | Spacewatch        |
| 465571 -        | 2008 WE122               | 19 novembre 2008  | Mt. Lemmon Survey |
| 465572 -        | 2008 WZ130               | 19 novembre 2008  | Mt. Lemmon Survey |
| 465573 -        | 2008 WA131               | 22 novembre 2008  | Spacewatch        |
| 465574 -        | 2008 WG138               | 30 novembre 2008  | Spacewatch        |
| 465575 -        | 2008 WB139               | 30 novembre 2008  | LINEAR            |
| 465576 -        | 2008 XV13                | 6 novembre 2008   | Spacewatch        |
| 465577 -        | 2008 XA51                | 4 dicembre 2008   | Spacewatch        |
| 465578 -        | 2008 YZ14                | 23 ottobre 2008   | Mt. Lemmon Survey |
| 465579 -        | 2008 YT26                | 24 dicembre 2008  | Kugel, F.         |
| 465580 -        | 2008 YE42                | 6 novembre 2008   | Mt. Lemmon Survey |
| 465581 -        | 2008 YD59                | 22 dicembre 2008  | Spacewatch        |
| 465582 -        | 2008 YO80                | 30 dicembre 2008  | Spacewatch        |
| 465583 -        | 2008 YQ85                | 29 dicembre 2008  | Spacewatch        |
| 465584 -        | 2008 YR118               | 29 dicembre 2008  | Spacewatch        |
| 465585 -        | 2008 YG130               | 31 dicembre 2008  | Spacewatch        |
| 465586 -        | 2008 YB132               | 31 dicembre 2008  | Spacewatch        |
| 465587 -        | 2008 YK142               | 31 ottobre 2008   | Mt. Lemmon Survey |
| 465588 -        | 2008 YG162               | 21 dicembre 2008  | Spacewatch        |
| 465589 -        | 2008 YR172               | 21 dicembre 2008  | Spacewatch        |
| 465590 -        | 2009 AR35                | 22 dicembre 2008  | Mt. Lemmon Survey |
| 465591 -        | 2009 AE43                | 3 gennaio 2009    | Spacewatch        |
| 465592 -        | 2009 AZ44                | 2 gennaio 2009    | Spacewatch        |
| 465593 -        | 2009 BL26                | 16 gennaio 2009   | Spacewatch        |
| 465594 -        | 2009 BX26                | 16 gennaio 2009   | Spacewatch        |
| 465595 -        | 2009 BU87                | 30 dicembre 2008  | Mt. Lemmon Survey |
| 465596 -        | 2009 BQ127               | 29 gennaio 2009   | Spacewatch        |
| 465597 -        | 2009 BT133               | 29 gennaio 2009   | Spacewatch        |
| 465598 -        | 2009 BL137               | 29 gennaio 2009   | Spacewatch        |
| 465599 -        | 2009 BS141               | 30 gennaio 2009   | Spacewatch        |
| 465600 -        | 2009 BK172               | 18 gennaio 2009   | Spacewatch        |

## 465601-465700
| Nome     | Designazione provvisoria | Data di scoperta  | Scopritore           |
| -------- | ------------------------ | ----------------- | -------------------- |
| 465601 - | 2009 BE189               | 16 gennaio 2009   | LINEAR               |
| 465602 - | 2009 CU10                | 1º febbraio 2009  | Mt. Lemmon Survey    |
| 465603 - | 2009 CW27                | 1º febbraio 2009  | Spacewatch           |
| 465604 - | 2009 CT43                | 14 febbraio 2009  | Mt. Lemmon Survey    |
| 465605 - | 2009 DV18                | 20 febbraio 2009  | Mt. Lemmon Survey    |
| 465606 - | 2009 DX22                | 14 febbraio 2009  | Spacewatch           |
| 465607 - | 2009 DP43                | 11 settembre 2007 | Mt. Lemmon Survey    |
| 465608 - | 2009 DL49                | 19 febbraio 2009  | Spacewatch           |
| 465609 - | 2009 DN50                | 19 febbraio 2009  | Spacewatch           |
| 465610 - | 2009 DR53                | 1º febbraio 2009  | Mt. Lemmon Survey    |
| 465611 - | 2009 DC75                | 19 febbraio 2009  | Spacewatch           |
| 465612 - | 2009 DT84                | 23 ottobre 2004   | Spacewatch           |
| 465613 - | 2009 DS125               | 19 febbraio 2009  | Spacewatch           |
| 465614 - | 2009 DU130               | 28 febbraio 2009  | Spacewatch           |
| 465615 - | 2009 DH135               | 28 febbraio 2009  | Spacewatch           |
| 465616 - | 2009 EC                  | 1º marzo 2009     | CSS                  |
| 465617 - | 2009 EK1                 | 2 marzo 2009      | Mt. Lemmon Survey    |
| 465618 - | 2009 EJ29                | 2 marzo 2009      | Mt. Lemmon Survey    |
| 465619 - | 2009 FJ22                | 18 marzo 2009     | Siding Spring Survey |
| 465620 - | 2009 FT36                | 1º marzo 2009     | Spacewatch           |
| 465621 - | 2009 FQ42                | 28 marzo 2009     | Spacewatch           |
| 465622 - | 2009 FS52                | 29 marzo 2009     | Spacewatch           |
| 465623 - | 2009 FK72                | 20 febbraio 2009  | Spacewatch           |
| 465624 - | 2009 HK15                | 16 marzo 2009     | Mt. Lemmon Survey    |
| 465625 - | 2009 HR20                | 5 novembre 2007   | Mt. Lemmon Survey    |
| 465626 - | 2009 HD22                | 17 aprile 2009    | Spacewatch           |
| 465627 - | 2009 HB23                | 17 aprile 2009    | Spacewatch           |
| 465628 - | 2009 HT31                | 19 aprile 2009    | Spacewatch           |
| 465629 - | 2009 HC38                | 2 aprile 2009     | Mt. Lemmon Survey    |
| 465630 - | 2009 HH82                | 31 marzo 2009     | Mt. Lemmon Survey    |
| 465631 - | 2009 HE93                | 30 aprile 2009    | Spacewatch           |
| 465632 - | 2009 JN2                 | 13 maggio 2009    | Tozzi, F.            |
| 465633 - | 2009 JR5                 | 15 maggio 2009    | Spacewatch           |
| 465634 - | 2009 JS6                 | 4 maggio 2009     | Mt. Lemmon Survey    |
| 465635 - | 2009 KA13                | 14 maggio 2009    | Spacewatch           |
| 465636 - | 2009 KS15                | 23 aprile 2009    | Spacewatch           |
| 465637 - | 2009 KK17                | 30 aprile 2009    | Spacewatch           |
| 465638 - | 2009 KH23                | 20 aprile 2009    | Spacewatch           |
| 465639 - | 2009 LY6                 | 15 giugno 2009    | Mt. Lemmon Survey    |
| 465640 - | 2009 MN9                 | 29 maggio 2005    | CINEOS               |
| 465641 - | 2009 PW3                 | 30 luglio 2009    | Spacewatch           |
| 465642 - | 2009 PX7                 | 15 agosto 2009    | Spacewatch           |
| 465643 - | 2009 PY12                | 15 agosto 2009    | Spacewatch           |
| 465644 - | 2009 QG3                 | 31 luglio 2009    | Spacewatch           |
| 465645 - | 2009 QP3                 | 16 agosto 2009    | CSS                  |
| 465646 - | 2009 QJ7                 | 16 agosto 2009    | Spacewatch           |
| 465647 - | 2009 QM9                 | 19 agosto 2009    | Teamo, N.            |
| 465648 - | 2009 QA23                | 20 agosto 2009    | Spacewatch           |
| 465649 - | 2009 QD57                | 20 agosto 2009    | Spacewatch           |
| 465650 - | 2009 RT8                 | 12 settembre 2009 | Spacewatch           |
| 465651 - | 2009 RN15                | 12 settembre 2009 | Spacewatch           |
| 465652 - | 2009 RA35                | 14 settembre 2009 | Spacewatch           |
| 465653 - | 2009 RL35                | 14 settembre 2009 | Spacewatch           |
| 465654 - | 2009 RR49                | 15 settembre 2009 | Spacewatch           |
| 465655 - | 2009 RU49                | 15 settembre 2009 | Spacewatch           |
| 465656 - | 2009 RB50                | 15 settembre 2009 | Spacewatch           |
| 465657 - | 2009 RU54                | 15 settembre 2009 | Spacewatch           |
| 465658 - | 2009 RX62                | 12 settembre 2009 | Spacewatch           |
| 465659 - | 2009 RE72                | 15 settembre 2009 | Spacewatch           |
| 465660 - | 2009 RJ72                | 12 settembre 2009 | Spacewatch           |
| 465661 - | 2009 RC73                | 15 settembre 2009 | Spacewatch           |
| 465662 - | 2009 SD13                | 16 settembre 2009 | Mt. Lemmon Survey    |
| 465663 - | 2009 SD44                | 16 settembre 2009 | Spacewatch           |
| 465664 - | 2009 SL47                | 16 settembre 2009 | Spacewatch           |
| 465665 - | 2009 SV50                | 17 settembre 2009 | Spacewatch           |
| 465666 - | 2009 SP51                | 17 settembre 2009 | Mt. Lemmon Survey    |
| 465667 - | 2009 SE69                | 17 settembre 2009 | Spacewatch           |
| 465668 - | 2009 SG76                | 17 settembre 2009 | Spacewatch           |
| 465669 - | 2009 SV76                | 7 aprile 2003     | Spacewatch           |
| 465670 - | 2009 SD80                | 30 agosto 2005    | Spacewatch           |
| 465671 - | 2009 SK91                | 18 settembre 2009 | Spacewatch           |
| 465672 - | 2009 SD105               | 16 settembre 2009 | Spacewatch           |
| 465673 - | 2009 SM108               | 16 settembre 2009 | Mt. Lemmon Survey    |
| 465674 - | 2009 SL136               | 5 aprile 2003     | Spacewatch           |
| 465675 - | 2009 SC138               | 18 settembre 2009 | Spacewatch           |
| 465676 - | 2009 ST160               | 20 settembre 2009 | Spacewatch           |
| 465677 - | 2009 SY193               | 12 settembre 2009 | Spacewatch           |
| 465678 - | 2009 SY194               | 22 settembre 2009 | Spacewatch           |
| 465679 - | 2009 SC203               | 22 settembre 2009 | Spacewatch           |
| 465680 - | 2009 SE203               | 22 settembre 2009 | Spacewatch           |
| 465681 - | 2009 SD205               | 18 settembre 2009 | Spacewatch           |
| 465682 - | 2009 SC208               | 23 settembre 2009 | Spacewatch           |
| 465683 - | 2009 SV212               | 23 settembre 2009 | Spacewatch           |
| 465684 - | 2009 SA213               | 23 settembre 2009 | Spacewatch           |
| 465685 - | 2009 SR215               | 15 settembre 2009 | Spacewatch           |
| 465686 - | 2009 SD233               | 19 settembre 2009 | CSS                  |
| 465687 - | 2009 SC236               | 29 agosto 2009    | CSS                  |
| 465688 - | 2009 SE258               | 21 settembre 2009 | Mt. Lemmon Survey    |
| 465689 - | 2009 SO269               | 24 settembre 2009 | Spacewatch           |
| 465690 - | 2009 SX269               | 24 settembre 2009 | Spacewatch           |
| 465691 - | 2009 SC271               | 16 settembre 2009 | Spacewatch           |
| 465692 - | 2009 SC281               | 18 agosto 2009    | Spacewatch           |
| 465693 - | 2009 SY285               | 25 ottobre 2005   | Spacewatch           |
| 465694 - | 2009 ST286               | 25 settembre 2009 | Spacewatch           |
| 465695 - | 2009 SQ288               | 25 settembre 2009 | CSS                  |
| 465696 - | 2009 SU303               | 16 settembre 2009 | CSS                  |
| 465697 - | 2009 SE338               | 19 settembre 2009 | CSS                  |
| 465698 - | 2009 SZ341               | 16 settembre 2009 | Spacewatch           |
| 465699 - | 2009 SC352               | 29 settembre 2009 | Mt. Lemmon Survey    |
| 465700 - | 2009 SN354               | 21 settembre 2009 | Mt. Lemmon Survey    |

## 465701-465800
| Nome     | Designazione provvisoria | Data di scoperta  | Scopritore                   |
| -------- | ------------------------ | ----------------- | ---------------------------- |
| 465701 - | 2009 SM355               | 19 settembre 2009 | Mt. Lemmon Survey            |
| 465702 - | 2009 TN22                | 13 ottobre 2009   | OAM                          |
| 465703 - | 2009 TH25                | 14 ottobre 2009   | Mt. Lemmon Survey            |
| 465704 - | 2009 TB32                | 27 settembre 2009 | CSS                          |
| 465705 - | 2009 TN35                | 14 ottobre 2009   | OAM                          |
| 465706 - | 2009 TK41                | 14 ottobre 2009   | CSS                          |
| 465707 - | 2009 TR45                | 15 ottobre 2009   | CSS                          |
| 465708 - | 2009 UW5                 | 18 ottobre 2009   | CSS                          |
| 465709 - | 2009 UX9                 | 25 settembre 2009 | Spacewatch                   |
| 465710 - | 2009 UG20                | 22 ottobre 2009   | Auberry                      |
| 465711 - | 2009 UM32                | 21 settembre 2009 | Mt. Lemmon Survey            |
| 465712 - | 2009 UU38                | 22 ottobre 2009   | Mt. Lemmon Survey            |
| 465713 - | 2009 UA62                | 17 ottobre 2009   | Mt. Lemmon Survey            |
| 465714 - | 2009 UK63                | 17 ottobre 2009   | Mt. Lemmon Survey            |
| 465715 - | 2009 UT66                | 19 maggio 2004    | CINEOS                       |
| 465716 - | 2009 UV69                | 28 settembre 2009 | Mt. Lemmon Survey            |
| 465717 - | 2009 UQ83                | 23 ottobre 2009   | Mt. Lemmon Survey            |
| 465718 - | 2009 UT84                | 23 ottobre 2009   | Mt. Lemmon Survey            |
| 465719 - | 2009 UV85                | 19 settembre 2009 | Mt. Lemmon Survey            |
| 465720 - | 2009 UB103               | 19 settembre 2009 | CSS                          |
| 465721 - | 2009 UQ107               | 21 settembre 2009 | Mt. Lemmon Survey            |
| 465722 - | 2009 UL112               | 25 ottobre 2009   | Spacewatch                   |
| 465723 - | 2009 UU115               | 20 settembre 2009 | Spacewatch                   |
| 465724 - | 2009 UT127               | 24 ottobre 2009   | Spacewatch                   |
| 465725 - | 2009 UD132               | 16 ottobre 2009   | CSS                          |
| 465726 - | 2009 UT135               | 18 ottobre 2009   | CSS                          |
| 465727 - | 2009 UD140               | 23 ottobre 2009   | Spacewatch                   |
| 465728 - | 2009 US151               | 22 ottobre 2009   | Mt. Lemmon Survey            |
| 465729 - | 2009 VV12                | 25 dicembre 2005  | Spacewatch                   |
| 465730 - | 2009 VY12                | 18 ottobre 2009   | Mt. Lemmon Survey            |
| 465731 - | 2009 VH15                | 8 novembre 2009   | Mt. Lemmon Survey            |
| 465732 - | 2009 VP15                | 15 marzo 2007     | Spacewatch                   |
| 465733 - | 2009 VQ24                | 27 ottobre 2009   | Spacewatch                   |
| 465734 - | 2009 VV27                | 24 ottobre 2009   | Spacewatch                   |
| 465735 - | 2009 VF29                | 9 novembre 2009   | Spacewatch                   |
| 465736 - | 2009 VL32                | 9 novembre 2009   | Mt. Lemmon Survey            |
| 465737 - | 2009 VW50                | 22 settembre 2009 | Mt. Lemmon Survey            |
| 465738 - | 2009 VS60                | 25 ottobre 2009   | Spacewatch                   |
| 465739 - | 2009 VV60                | 26 ottobre 2009   | Spacewatch                   |
| 465740 - | 2009 VN61                | 8 novembre 2009   | Spacewatch                   |
| 465741 - | 2009 VR72                | 19 ottobre 2009   | LINEAR                       |
| 465742 - | 2009 VB78                | 9 novembre 2009   | CSS                          |
| 465743 - | 2009 VT84                | 18 dicembre 2004  | Mt. Lemmon Survey            |
| 465744 - | 2009 VJ87                | 10 novembre 2009  | Spacewatch                   |
| 465745 - | 2009 VC88                | 20 settembre 2009 | Mt. Lemmon Survey            |
| 465746 - | 2009 VB100               | 9 novembre 2009   | Spacewatch                   |
| 465747 - | 2009 VT105               | 25 ottobre 2009   | CSS                          |
| 465748 - | 2009 VL109               | 9 novembre 2009   | Mt. Lemmon Survey            |
| 465749 - | 2009 WO6                 | 18 ottobre 2009   | Siding Spring Survey         |
| 465750 - | 2009 WU13                | 9 giugno 2007     | Spacewatch                   |
| 465751 - | 2009 WS26                | 16 novembre 2009  | Spacewatch                   |
| 465752 - | 2009 WU32                | 16 novembre 2009  | Spacewatch                   |
| 465753 - | 2009 WE45                | 25 ottobre 2009   | Spacewatch                   |
| 465754 - | 2009 WK45                | 9 novembre 2009   | Mt. Lemmon Survey            |
| 465755 - | 2009 WG50                | 19 novembre 2009  | OAM                          |
| 465756 - | 2009 WC67                | 17 novembre 2009  | Mt. Lemmon Survey            |
| 465757 - | 2009 WG70                | 9 novembre 2009   | Spacewatch                   |
| 465758 - | 2009 WE71                | 18 novembre 2009  | Spacewatch                   |
| 465759 - | 2009 WW89                | 19 novembre 2009  | Spacewatch                   |
| 465760 - | 2009 WE105               | 23 novembre 2009  | OAM                          |
| 465761 - | 2009 WM108               | 23 settembre 2004 | Spacewatch                   |
| 465762 - | 2009 WA120               | 20 novembre 2009  | Spacewatch                   |
| 465763 - | 2009 WD133               | 23 ottobre 2009   | Spacewatch                   |
| 465764 - | 2009 WB153               | 19 novembre 2009  | Mt. Lemmon Survey            |
| 465765 - | 2009 WJ175               | 6 giugno 2008     | Spacewatch                   |
| 465766 - | 2009 WU181               | 10 novembre 2009  | Spacewatch                   |
| 465767 - | 2009 WH185               | 18 ottobre 2009   | Mt. Lemmon Survey            |
| 465768 - | 2009 WJ188               | 24 novembre 2009  | Mt. Lemmon Survey            |
| 465769 - | 2009 WY207               | 16 ottobre 2009   | Mt. Lemmon Survey            |
| 465770 - | 2009 WK210               | 18 novembre 2009  | Spacewatch                   |
| 465771 - | 2009 WE215               | 10 novembre 2009  | Spacewatch                   |
| 465772 - | 2009 WL219               | 22 settembre 2009 | Mt. Lemmon Survey            |
| 465773 - | 2009 WT229               | 23 ottobre 2009   | Mt. Lemmon Survey            |
| 465774 - | 2009 WN230               | 17 novembre 2009  | Spacewatch                   |
| 465775 - | 2009 WF234               | 23 ottobre 2009   | Spacewatch                   |
| 465776 - | 2009 WM257               | 25 novembre 2009  | Spacewatch                   |
| 465777 - | 2009 XJ4                 | 20 novembre 2009  | Spacewatch                   |
| 465778 - | 2009 XO4                 | 9 novembre 2009   | Spacewatch                   |
| 465779 - | 2009 YJ6                 | 25 novembre 2009  | Mt. Lemmon Survey            |
| 465780 - | 2010 AP12                | 6 gennaio 2010    | Spacewatch                   |
| 465781 - | 2010 AQ32                | 6 gennaio 2010    | Spacewatch                   |
| 465782 - | 2010 AF33                | 7 gennaio 2010    | Spacewatch                   |
| 465783 - | 2010 AG37                | 7 gennaio 2010    | Spacewatch                   |
| 465784 - | 2010 AO44                | 7 gennaio 2010    | Spacewatch                   |
| 465785 - | 2010 AN47                | 8 gennaio 2010    | Spacewatch                   |
| 465786 - | 2010 AU60                | 11 gennaio 2010   | Chestnov, D., Novichonok, A. |
| 465787 - | 2010 AL100               | 12 gennaio 2010   | WISE                         |
| 465788 - | 2010 AL128               | 14 gennaio 2010   | WISE                         |
| 465789 - | 2010 BV1                 | 7 gennaio 2010    | Spacewatch                   |
| 465790 - | 2010 BH9                 | 16 gennaio 2010   | WISE                         |
| 465791 - | 2010 BU34                | 18 gennaio 2010   | WISE                         |
| 465792 - | 2010 BB37                | 19 gennaio 2010   | WISE                         |
| 465793 - | 2010 BR66                | 22 gennaio 2010   | WISE                         |
| 465794 - | 2010 CT2                 | 5 febbraio 2010   | Spacewatch                   |
| 465795 - | 2010 CW34                | 10 febbraio 2010  | Spacewatch                   |
| 465796 - | 2010 CC36                | 10 febbraio 2010  | Spacewatch                   |
| 465797 - | 2010 CS44                | 14 febbraio 2010  | Calvin College               |
| 465798 - | 2010 CV63                | 9 febbraio 2010   | Spacewatch                   |
| 465799 - | 2010 CB72                | 13 febbraio 2010  | LINEAR                       |
| 465800 - | 2010 CH77                | 13 febbraio 2010  | Mt. Lemmon Survey            |

## 465801-465900
| Nome     | Designazione provvisoria | Data di scoperta  | Scopritore        |
| -------- | ------------------------ | ----------------- | ----------------- |
| 465801 - | 2010 CL84                | 20 novembre 2008  | Spacewatch        |
| 465802 - | 2010 CP115               | 27 novembre 2009  | Mt. Lemmon Survey |
| 465803 - | 2010 CN116               | 27 novembre 2009  | Mt. Lemmon Survey |
| 465804 - | 2010 CK122               | 9 febbraio 2010   | Spacewatch        |
| 465805 - | 2010 CA146               | 15 febbraio 2010  | CSS               |
| 465806 - | 2010 CF153               | 12 gennaio 2010   | Spacewatch        |
| 465807 - | 2010 CS179               | 14 febbraio 2010  | CSS               |
| 465808 - | 2010 CN182               | 13 febbraio 2010  | Mt. Lemmon Survey |
| 465809 - | 2010 CU182               | 27 ottobre 2008   | Spacewatch        |
| 465810 - | 2010 CB183               | 22 dicembre 2003  | Spacewatch        |
| 465811 - | 2010 CH248               | 6 gennaio 2010    | Spacewatch        |
| 465812 - | 2010 DH42                | 22 ottobre 2008   | Spacewatch        |
| 465813 - | 2010 DG48                | 2 dicembre 2008   | Mt. Lemmon Survey |
| 465814 - | 2010 DE74                | 17 febbraio 2010  | Spacewatch        |
| 465815 - | 2010 EF41                | 4 marzo 2010      | Spacewatch        |
| 465816 - | 2010 EZ42                | 8 gennaio 2010    | Mt. Lemmon Survey |
| 465817 - | 2010 EP66                | 4 marzo 2010      | Spacewatch        |
| 465818 - | 2010 EW77                | 19 febbraio 2010  | Mt. Lemmon Survey |
| 465819 - | 2010 EQ86                | 13 marzo 2010     | Mt. Lemmon Survey |
| 465820 - | 2010 ER104               | 12 marzo 2010     | CSS               |
| 465821 - | 2010 EE122               | 15 marzo 2010     | Spacewatch        |
| 465822 - | 2010 EU132               | 12 marzo 2010     | Mt. Lemmon Survey |
| 465823 - | 2010 EU134               | 12 marzo 2010     | Spacewatch        |
| 465824 - | 2010 FR                  | 18 marzo 2010     | CSS               |
| 465825 - | 2010 FD96                | 16 marzo 2010     | Mt. Lemmon Survey |
| 465826 - | 2010 GA24                | 4 aprile 2010     | CSS               |
| 465827 - | 2010 GF134               | 23 gennaio 2010   | WISE              |
| 465828 - | 2010 GB135               | 4 aprile 2010     | Spacewatch        |
| 465829 - | 2010 HD18                | 22 ottobre 2008   | Spacewatch        |
| 465830 - | 2010 HC79                | 15 maggio 2005    | Mt. Lemmon Survey |
| 465831 - | 2010 JX10                | 2 maggio 2010     | WISE              |
| 465832 - | 2010 JZ35                | 13 gennaio 2010   | WISE              |
| 465833 - | 2010 JX117               | 8 maggio 2010     | Mt. Lemmon Survey |
| 465834 - | 2010 LQ30                | 6 giugno 2010     | WISE              |
| 465835 - | 2010 LG53                | 9 giugno 2010     | WISE              |
| 465836 - | 2010 ME34                | 24 aprile 2006    | Spacewatch        |
| 465837 - | 2010 ME45                | 22 giugno 2010    | WISE              |
| 465838 - | 2010 MJ46                | 23 giugno 2010    | WISE              |
| 465839 - | 2010 NT53                | 1º ottobre 2003   | Spacewatch        |
| 465840 - | 2010 NN67                | 29 marzo 2009     | Spacewatch        |
| 465841 - | 2010 NS110               | 14 gennaio 2008   | Spacewatch        |
| 465842 - | 2010 OO16                | 25 settembre 2006 | Spacewatch        |
| 465843 - | 2010 OV24                | 19 luglio 2010    | WISE              |
| 465844 - | 2010 OW36                | 21 luglio 2010    | WISE              |
| 465845 - | 2010 OK80                | 26 luglio 2010    | WISE              |
| 465846 - | 2010 OK122               | 27 ottobre 2006   | CSS               |
| 465847 - | 2010 PJ41                | 6 agosto 2010     | WISE              |
| 465848 - | 2010 PQ51                | 8 agosto 2010     | WISE              |
| 465849 - | 2010 PD60                | 15 ottobre 2007   | Mt. Lemmon Survey |
| 465850 - | 2010 PC61                | 10 agosto 2010    | Spacewatch        |
| 465851 - | 2010 PP78                | 10 agosto 2010    | Spacewatch        |
| 465852 - | 2010 RS16                | 2 settembre 2010  | LINEAR            |
| 465853 - | 2010 RJ42                | 5 settembre 2010  | Mt. Lemmon Survey |
| 465854 - | 2010 RV48                | 1º febbraio 2008  | Mt. Lemmon Survey |
| 465855 - | 2010 RB59                | 13 agosto 2010    | Spacewatch        |
| 465856 - | 2010 RC67                | 13 gennaio 2008   | Spacewatch        |
| 465857 - | 2010 RW77                | 7 settembre 2010  | OAM               |
| 465858 - | 2010 RG99                | 10 settembre 2010 | Spacewatch        |
| 465859 - | 2010 RE102               | 10 settembre 2010 | Spacewatch        |
| 465860 - | 2010 RJ106               | 10 settembre 2010 | Spacewatch        |
| 465861 - | 2010 RQ111               | 11 settembre 2010 | Spacewatch        |
| 465862 - | 2010 RH116               | 11 settembre 2010 | Spacewatch        |
| 465863 - | 2010 RC123               | 23 marzo 2006     | Spacewatch        |
| 465864 - | 2010 RJ123               | 9 settembre 2010  | Spacewatch        |
| 465865 - | 2010 RD166               | 2 marzo 2009      | Spacewatch        |
| 465866 - | 2010 SF8                 | 16 marzo 2009     | Mt. Lemmon Survey |
| 465867 - | 2010 SS15                | 28 settembre 2003 | Spacewatch        |
| 465868 - | 2010 SX26                | 10 settembre 2010 | Spacewatch        |
| 465869 - | 2010 SW28                | 23 giugno 2010    | Mt. Lemmon Survey |
| 465870 - | 2010 TX6                 | 5 maggio 2006     | Spacewatch        |
| 465871 - | 2010 TK10                | 11 settembre 2010 | Spacewatch        |
| 465872 - | 2010 TY15                | 3 ottobre 2010    | Spacewatch        |
| 465873 - | 2010 TU21                | 17 settembre 2010 | Spacewatch        |
| 465874 - | 2010 TB22                | 25 ottobre 2003   | Spacewatch        |
| 465875 - | 2010 TG22                | 10 marzo 2005     | Mt. Lemmon Survey |
| 465876 - | 2010 TL24                | 1º ottobre 2010   | Spacewatch        |
| 465877 - | 2010 TA28                | 2 settembre 2010  | Mt. Lemmon Survey |
| 465878 - | 2010 TM34                | 11 gennaio 2008   | Mt. Lemmon Survey |
| 465879 - | 2010 TG79                | 12 agosto 2010    | Spacewatch        |
| 465880 - | 2010 TF86                | 1º ottobre 2010   | Mt. Lemmon Survey |
| 465881 - | 2010 TL129               | 14 novembre 2007  | Spacewatch        |
| 465882 - | 2010 TC139               | 18 gennaio 2008   | Spacewatch        |
| 465883 - | 2010 TF147               | 1º ottobre 2010   | CSS               |
| 465884 - | 2010 TG148               | 2 maggio 2006     | Mt. Lemmon Survey |
| 465885 - | 2010 TE155               | 18 settembre 2010 | Mt. Lemmon Survey |
| 465886 - | 2010 TB162               | 2 ottobre 2010    | Mt. Lemmon Survey |
| 465887 - | 2010 TT168               | 13 ottobre 2010   | CSS               |
| 465888 - | 2010 TH171               | 8 ottobre 2010    | CSS               |
| 465889 - | 2010 UT2                 | 23 luglio 2010    | WISE              |
| 465890 - | 2010 UW3                 | 28 settembre 2006 | Spacewatch        |
| 465891 - | 2010 UA4                 | 29 agosto 2006    | Spacewatch        |
| 465892 - | 2010 UT7                 | 29 ottobre 2010   | Mt. Lemmon Survey |
| 465893 - | 2010 UR16                | 14 dicembre 2003  | Spacewatch        |
| 465894 - | 2010 UK17                | 10 novembre 1996  | Spacewatch        |
| 465895 - | 2010 UE44                | 3 novembre 2006   | Mt. Lemmon Survey |
| 465896 - | 2010 UE56                | 13 dicembre 2006  | Spacewatch        |
| 465897 - | 2010 UK58                | 16 dicembre 1993  | Spacewatch        |
| 465898 - | 2010 UN80                | 14 ottobre 2010   | Mt. Lemmon Survey |
| 465899 - | 2010 UX89                | 11 settembre 2010 | Mt. Lemmon Survey |
| 465900 - | 2010 UG107               | 30 settembre 2009 | Mt. Lemmon Survey |

## 465901-466000
| Nome     | Designazione provvisoria | Data di scoperta  | Scopritore        |
| -------- | ------------------------ | ----------------- | ----------------- |
| 465901 - | 2010 VL22                | 12 novembre 2006  | Mt. Lemmon Survey |
| 465902 - | 2010 VF30                | 19 gennaio 2008   | Mt. Lemmon Survey |
| 465903 - | 2010 VU30                | 19 novembre 2003  | Spacewatch        |
| 465904 - | 2010 VZ46                | 2 novembre 2010   | Spacewatch        |
| 465905 - | 2010 VY54                | 27 agosto 2006    | Spacewatch        |
| 465906 - | 2010 VJ57                | 12 dicembre 2006  | Spacewatch        |
| 465907 - | 2010 VY81                | 3 novembre 2010   | Spacewatch        |
| 465908 - | 2010 VV90                | 19 ottobre 1995   | Spacewatch        |
| 465909 - | 2010 VM105               | 28 ottobre 2010   | Mt. Lemmon Survey |
| 465910 - | 2010 VT107               | 3 settembre 2010  | Mt. Lemmon Survey |
| 465911 - | 2010 VF113               | 26 aprile 2008    | Spacewatch        |
| 465912 - | 2010 VT118               | 13 ottobre 2010   | Mt. Lemmon Survey |
| 465913 - | 2010 VB120               | 8 novembre 2010   | Spacewatch        |
| 465914 - | 2010 VQ152               | 21 ottobre 2006   | Mt. Lemmon Survey |
| 465915 - | 2010 VE192               | 17 novembre 2006  | Spacewatch        |
| 465916 - | 2010 VR194               | 17 novembre 2006  | Mt. Lemmon Survey |
| 465917 - | 2010 VV194               | 30 ottobre 2010   | Mt. Lemmon Survey |
| 465918 - | 2010 VG198               | 11 settembre 2010 | Mt. Lemmon Survey |
| 465919 - | 2010 VT206               | 16 novembre 2006  | Spacewatch        |
| 465920 - | 2010 VZ209               | 3 novembre 2010   | Mt. Lemmon Survey |
| 465921 - | 2010 VT210               | 4 novembre 2010   | Mt. Lemmon Survey |
| 465922 - | 2010 VC220               | 30 settembre 1995 | Spacewatch        |
| 465923 - | 2010 WX3                 | 13 febbraio 2008  | Mt. Lemmon Survey |
| 465924 - | 2010 WH16                | 12 novembre 2010  | Mt. Lemmon Survey |
| 465925 - | 2010 WD29                | 21 novembre 2006  | Mt. Lemmon Survey |
| 465926 - | 2010 WU35                | 10 dicembre 2006  | Spacewatch        |
| 465927 - | 2010 WE52                | 13 dicembre 2006  | Spacewatch        |
| 465928 - | 2010 WY57                | 24 dicembre 2006  | Spacewatch        |
| 465929 - | 2010 WC70                | 15 novembre 2010  | CSS               |
| 465930 - | 2010 XA4                 | 17 novembre 2006  | Spacewatch        |
| 465931 - | 2010 XN50                | 8 dicembre 2010   | Mt. Lemmon Survey |
| 465932 - | 2010 XV55                | 10 dicembre 2010  | Mt. Lemmon Survey |
| 465933 - | 2010 XW71                | 2 dicembre 2010   | Mt. Lemmon Survey |
| 465934 - | 2010 XZ71                | 25 novembre 2006  | Mt. Lemmon Survey |
| 465935 - | 2010 XT77                | 6 novembre 2010   | Mt. Lemmon Survey |
| 465936 - | 2010 XJ83                | 13 dicembre 2010  | Mt. Lemmon Survey |
| 465937 - | 2010 YT4                 | 10 gennaio 2007   | Mt. Lemmon Survey |
| 465938 - | 2011 AR20                | 14 gennaio 2002   | LINEAR            |
| 465939 - | 2011 AU22                | 15 novembre 2010  | Mt. Lemmon Survey |
| 465940 - | 2011 AB30                | 9 gennaio 2011    | Spacewatch        |
| 465941 - | 2011 AA33                | 10 marzo 2007     | Mt. Lemmon Survey |
| 465942 - | 2011 AB39                | 21 febbraio 2007  | Mt. Lemmon Survey |
| 465943 - | 2011 AS47                | 27 gennaio 2007   | Mt. Lemmon Survey |
| 465944 - | 2011 AH53                | 15 aprile 2007    | Spacewatch        |
| 465945 - | 2011 AD65                | 14 dicembre 2010  | Mt. Lemmon Survey |
| 465946 - | 2011 AL68                | 14 gennaio 2011   | Spacewatch        |
| 465947 - | 2011 BQ15                | 23 febbraio 2007  | Spacewatch        |
| 465948 - | 2011 BG26                | 19 gennaio 2002   | Spacewatch        |
| 465949 - | 2011 BJ33                | 13 gennaio 2011   | Spacewatch        |
| 465950 - | 2011 BR33                | 11 gennaio 2011   | Spacewatch        |
| 465951 - | 2011 BA34                | 13 gennaio 2011   | Spacewatch        |
| 465952 - | 2011 BC47                | 12 settembre 2004 | Spacewatch        |
| 465953 - | 2011 BK49                | 26 marzo 2007     | Spacewatch        |
| 465954 - | 2011 BX49                | 22 settembre 2000 | Spacewatch        |
| 465955 - | 2011 BK60                | 24 gennaio 2011   | Spacewatch        |
| 465956 - | 2011 BO62                | 11 gennaio 2011   | Spacewatch        |
| 465957 - | 2011 BR67                | 17 agosto 2009    | Spacewatch        |
| 465958 - | 2011 BR73                | 17 gennaio 2011   | Mt. Lemmon Survey |
| 465959 - | 2011 BE93                | 28 gennaio 2011   | Mt. Lemmon Survey |
| 465960 - | 2011 BG102               | 28 settembre 2009 | Mt. Lemmon Survey |
| 465961 - | 2011 BE103               | 7 aprile 2007     | Mt. Lemmon Survey |
| 465962 - | 2011 BP105               | 25 febbraio 2007  | Spacewatch        |
| 465963 - | 2011 BJ109               | 18 settembre 2009 | Spacewatch        |
| 465964 - | 2011 BY115               | 5 dicembre 2010   | Mt. Lemmon Survey |
| 465965 - | 2011 BG120               | 29 gennaio 2011   | Mt. Lemmon Survey |
| 465966 - | 2011 BT122               | 2 dicembre 2005   | Spacewatch        |
| 465967 - | 2011 BP161               | 27 ottobre 2005   | Spacewatch        |
| 465968 - | 2011 CH6                 | 16 settembre 2009 | Spacewatch        |
| 465969 - | 2011 CN6                 | 11 gennaio 2011   | Mt. Lemmon Survey |
| 465970 - | 2011 CX10                | 7 agosto 2008     | Spacewatch        |
| 465971 - | 2011 CD12                | 18 ottobre 2009   | Spacewatch        |
| 465972 - | 2011 CL20                | 21 febbraio 2006  | Mt. Lemmon Survey |
| 465973 - | 2011 CM20                | 16 gennaio 2011   | Mt. Lemmon Survey |
| 465974 - | 2011 CG25                | 10 dicembre 2010  | Mt. Lemmon Survey |
| 465975 - | 2011 CP25                | 24 gennaio 2011   | Mt. Lemmon Survey |
| 465976 - | 2011 CU30                | 16 gennaio 2011   | Mt. Lemmon Survey |
| 465977 - | 2011 CX30                | 8 dicembre 2010   | Mt. Lemmon Survey |
| 465978 - | 2011 CA42                | 18 ottobre 2009   | Spacewatch        |
| 465979 - | 2011 CX45                | 13 marzo 2007     | Spacewatch        |
| 465980 - | 2011 CF52                | 7 febbraio 2011   | Mt. Lemmon Survey |
| 465981 - | 2011 CO57                | 12 febbraio 2002  | Spacewatch        |
| 465982 - | 2011 CQ79                | 25 novembre 2009  | Mt. Lemmon Survey |
| 465983 - | 2011 CG84                | 20 settembre 2009 | Mt. Lemmon Survey |
| 465984 - | 2011 CY89                | 24 ottobre 2009   | Spacewatch        |
| 465985 - | 2011 CZ101               | 18 ottobre 2009   | Mt. Lemmon Survey |
| 465986 - | 2011 CW110               | 24 settembre 2008 | Mt. Lemmon Survey |
| 465987 - | 2011 DS2                 | 15 settembre 2009 | Spacewatch        |
| 465988 - | 2011 DL14                | 15 settembre 2004 | Spacewatch        |
| 465989 - | 2011 DD27                | 22 novembre 2009  | Mt. Lemmon Survey |
| 465990 - | 2011 DA29                | 21 settembre 2009 | Mt. Lemmon Survey |
| 465991 - | 2011 EG1                 | 17 ottobre 2009   | CSS               |
| 465992 - | 2011 ET11                | 1º febbraio 2006  | Spacewatch        |
| 465993 - | 2011 EZ52                | 9 marzo 2011      | Spacewatch        |
| 465994 - | 2011 EZ69                | 26 ottobre 2008   | Spacewatch        |
| 465995 - | 2011 EQ77                | 31 gennaio 2006   | Mt. Lemmon Survey |
| 465996 - | 2011 EO83                | 29 dicembre 2005  | LINEAR            |
| 465997 - | 2011 FJ34                | 9 ottobre 2008    | Spacewatch        |
| 465998 - | 2011 FB50                | 15 ottobre 2004   | LINEAR            |
| 465999 - | 2011 FY55                | 14 aprile 2010    | WISE              |
| 466000 - | 2011 FC63                | 17 ottobre 2003   | Spacewatch        |